# Euonthophagus consobrinus
Euonthophagus consobrinus là một loài bọ cánh cứng trong họ Bọ hung (Scarabaeidae).